# François d'Aguilon

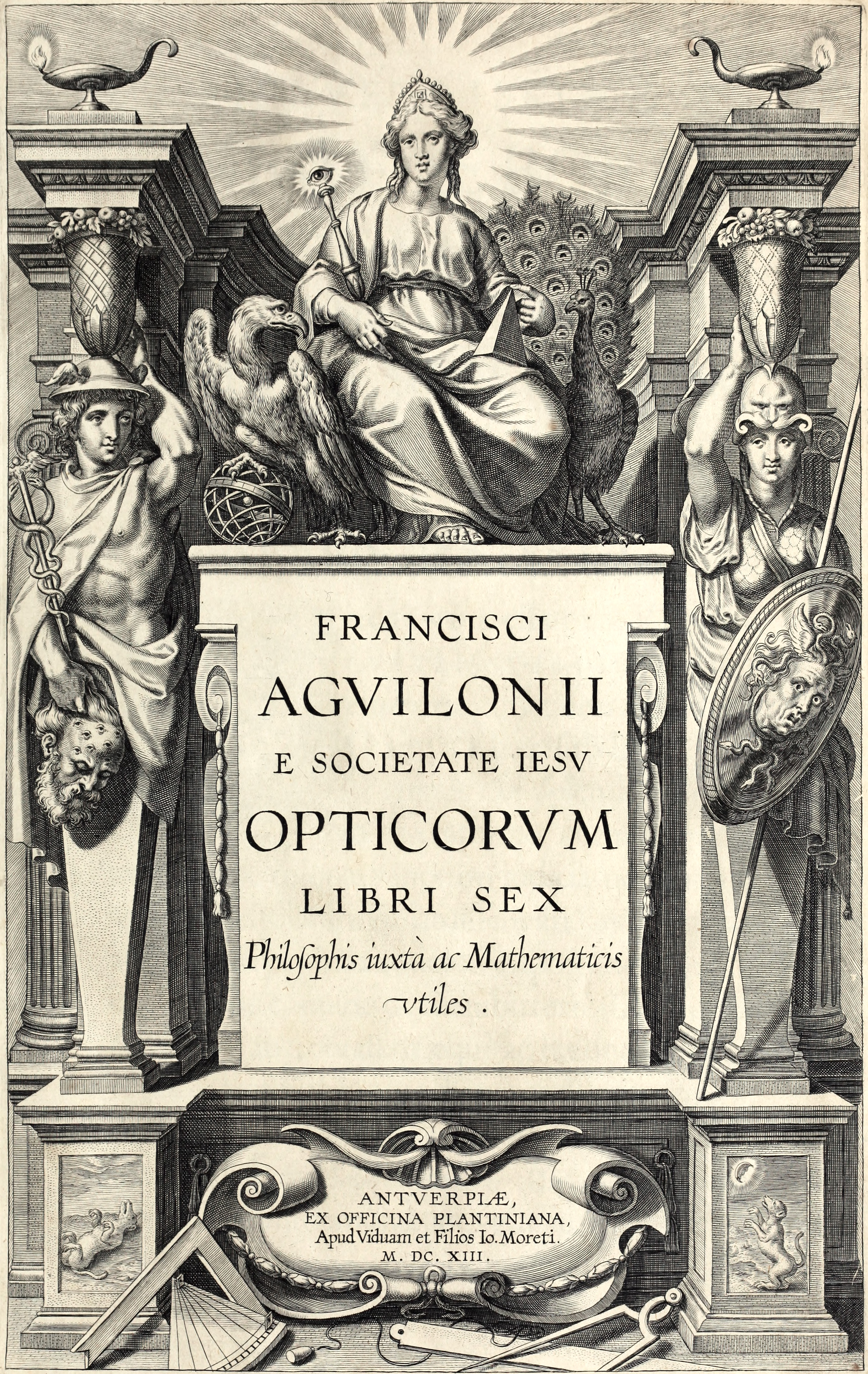
Opticorum libri sex, 1613

François d'Aguilon (Brussel, 4 januari 1567 - Doornik, 20 maart 1617), ook wel Franciscus Aguilonius of Franciscus Aguilon genoemd, was een jezuïet, wiskundige, natuurkundige en architect uit de Spaanse Nederlanden.

## Biografie
D'Aguilon werd geboren in Brussel; zijn vader was secretaris van Filips II van Spanje. Hij werd jezuïet in Doornik in 1586. Hij studeerde tussen 1586 en 1589 filosofie en wiskunde aan de universiteit van Dowaai. In 1598 verhuisde hij naar Antwerpen, waar hij hielp bij het plannen van de bouw van de Sint-Carolus Borromeuskerk. Tevens smeedde hij plannen voor de oprichting van een speciale school voor wiskunde in Antwerpen om zo tegemoet te komen aan de droom van de Duitse jezuïet, wiskundige en astronoom Christopher Clavius. In 1615 werd dit plan eindelijk in de praktijk gebracht. Aguilón kreeg toestemming van de generaal-overste Acquaviva om deze wiskundeschool te beginnen “in het belang van de Academie voor Kerkgeschiedenis.” Dit werd kort na Acquaviva’s dood bevestigd door de vicaris-generaal Ferdinand Albert. Eind 1615 was Gregorius van St-Vincent in Antwerpen aangekomen om Aguilón te helpen bij het schrijven van het curriculum. Eind 1617 was de wiskundeschool geopend. Aguilón heeft het helaas niet meer meegemaakt dat de deuren werden geopend. De opmerkelijke meetkundigen die aan deze school werden opgeleid, waren onder meer Jean-Charles della Faille, André Tacquet. In 1621 verhuisde de school naar Leuven.
D'Aguilon's boek Opticorum Libri Sex philosophis juxta ac mathematicis utiles (Zes boeken over optica, nuttig voor filosofen en wiskundigen), gepubliceerd te Antwerpen in 1613, werd geïllustreerd door Peter Paul Rubens. Het is beroemd omdat het woord 'stereografisch', om de projecties van Hipparchus te beschrijven, voor het eerst gebruikt wordt door Aguilonius en het Girard Desargues en Christiaan Huygens inspireerde. Hij was van plan om boeken te schrijven over catoptrica en dioptrica maar stierf voor hij ze kon afwerken.